# Jesper Agergård
Jesper Agergård (18 februari 1975) is een voormalig wielrenner uit Denemarken, die vooral actief was als mountainbiker. Hij vertegenwoordigde zijn vaderland bij de Olympische Spelen van 2000 in Sydney, waar hij als 36ste eindigde op het onderdeel cross-country.

## Erelijst
1993
- 1e in  Deense kampioenschappen, Cyclocross, Junioren
- 2e in Deense kampioenschappen, Ploegentijdrit, Junioren
- 1e in  Deense kampioenschappen, Mountainbike, XC, Junioren

1994
- 3e in Nordisk Mesterskab, Mountainbike, XC, Amateurs

1996
- 3e in Deense kampioenschappen, Cyclocross, Elite

1997
- 2e in Deense kampioenschappen, Cyclocross, Elite

1998
- 2e in Deense kampioenschappen, Mountainbike, XC, Elite

1999
- 1e in  Deense kampioenschappen, Cyclocross, Elite
- 2e in Deense kampioenschappen, Mountainbike, XC, Elite

2000
- 36e in Olympische Spelen, Mountainbike, XC, Elite

2001
- 1e in GP Faber